# Pol Fortuny
Pour les articles homonymes, voir Fortuny.
Pol Fortuny, né le 11 mars 2005 à Tarragone en Espagne, est un footballeur espagnol qui évolue au poste d'ailier gauche Real Madrid.

## Biographie

### En club
Né à Tarragone en Espagne, Pol Fortuny est notamment formé par le RCD Espanyol de Barcelone avant de rejoindre le Real Madrid à l'âge de quatorze ans.
Comparé à David Silva pour son style de jeu, Fortuny devient un joueur important de l'équipe Juvenil A du Real Madrid, alors entraînée par Álvaro Arbeloa. Il se montre notamment décisif lors de la saison 2022-2022 en marquant un but lors de la finale de la coupe d'Espagne de cette catégorie d'âge, remporté par les jeunes madrilènes face à leurs homologues de l'UD Almería en mars 2023.

### En sélection
Fortuny représente l'équipe d'Espagne des moins de 17 ans, étant notamment retenu avec cette équipe pour participer au Championnat d'Europe des moins de 17 ans en 2022. Lors de cette compétition organisée en Israël il joue quatre matchs dont deux en tant que titulaire. Son équipe est éliminée en quarts de finale par le Portugal (1-2 score final).
Pol Fortuny est convoqué avec l'équipe d'Espagne des moins de 19 ans pour participer au Championnat d'Europe des moins de 19 ans en 2024. Après avoir battu l'Italie grâce à un but de Pol Fortuny (0-1 après prolongations), l'Espagne atteint la finale de la compétition.

## Palmarès
Espagne -19 ans
- Championnat d'Europe
  - Vainqueur en 2024